# Акопян Ашот Арамович
Ашот Арамович Акопян (вірм. Աշոտ Հակոբյան, прізвисько Горець; нар.. 29 серпня 1969 р., Норашен, Вірменська РСР, СРСР) — кримський байкер, лідер байкерського клубу «Островітяни», рекордсмен Книги рекордів Гіннесса, мандрівник.

## Біографія
Народився 1969 року в селі Норашен, Шамшадинський район, Вірменська РСР. У 1992 році переїхав до Сімферополя. У 2000 році Горець зібрав навколо себе співдружність мотоциклістів різного віку та професій, яка стала основою кримського мотоклубу «Islanders».
У 2007 році Ашот як мотокаскадер і актор епізоду взяв участь у зйомках фантастичного фільму «Залюднений острів» режисера Федора Бондарчука, які проходили під Севастополем. Вони також використовувалася мототехніка клубу.

## Подорожі
- На мотоциклі Honda Africa Twin здійснив мототурне на західну точку Європи (Португалія, 2002).
- Досяг сходу Євразії (Камчатка, 2007) на доробленому байку «Honda Africa Twin[en]»[1].
- У 2007 році виїхав з Криму через Тверську область, село Волговерхів'я (з ключа біля цього села бере початок Волга), через Москву, Санкт-Петербург, столицю Карелії Петрозаводськ, Соловки і завершив шлях у Мурманську, тим самим проїхавши на 12 тис. км. Там він до Північного Льодовитого океану влив воду з Чорного моря[2][3] .
- Перший у світі на мотоциклі підкорив Памір — одну з найвищих точок колишнього СРСР — пік Леніна[4].
- 2009 року об'їхав Монголію, перетинаючи країну з півночі на південь — через пустелю Гобі, а потім і Середню Азію[4].